# Kasteel van Boezinge

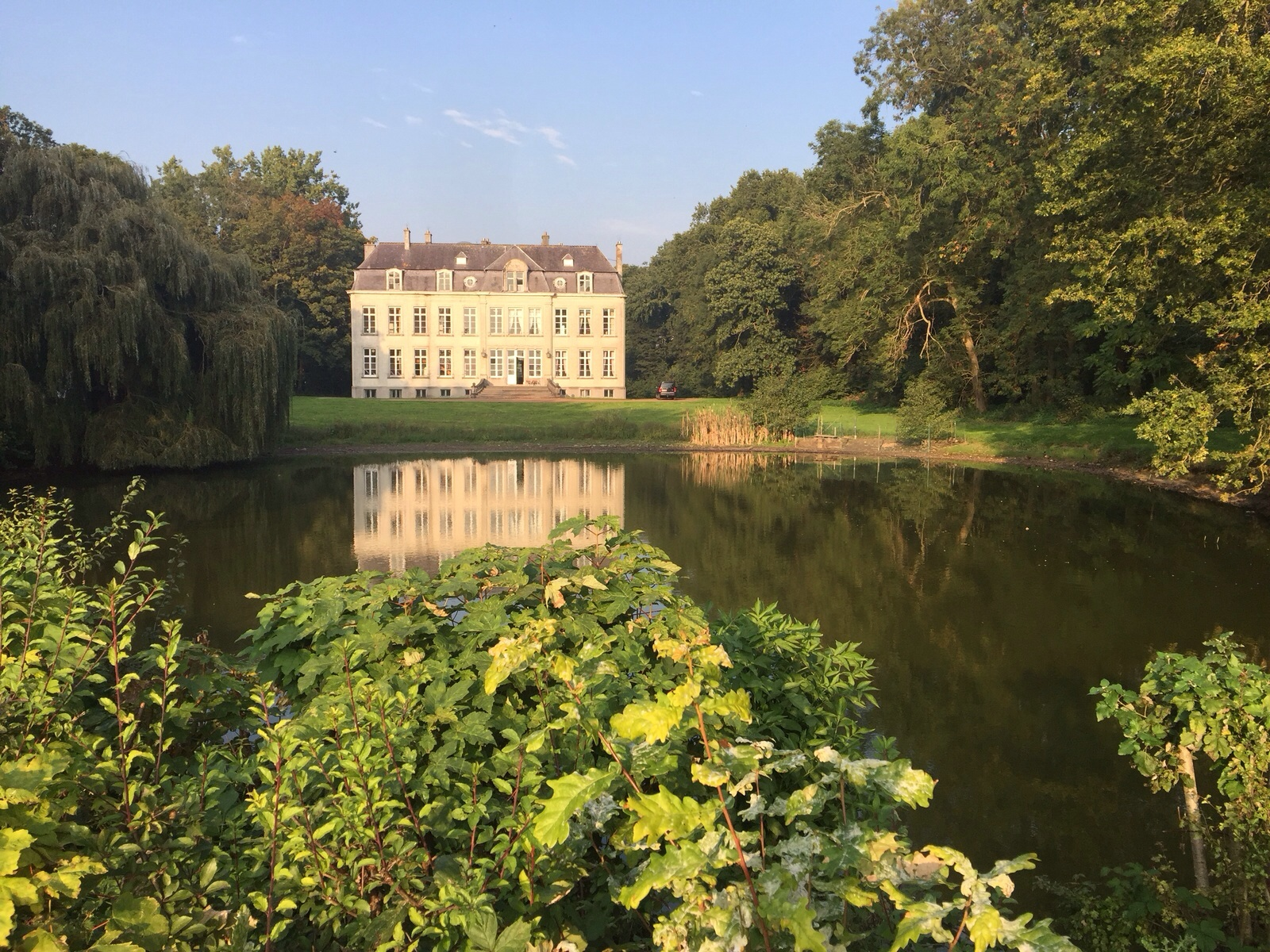
Kasteel van Boezinge

Het Kasteel van Boezinge is een kasteel in de tot de West-Vlaamse gemeente Ieper behorende plaats Boezinge, gelegen aan Diksmuidseweg 391.

## Geschiedenis
Het oorspronkelijke kasteel werd in 1566 tijdens de Beeldenstorm verwoest. In 1580 was er een nieuw kasteel, gelegen op een omgrachte terp. Dit kasteel brandde af in 1700. In 1780 werd een nieuw kasteel gebouwd in classicistische stijl.
Tijdens de Eerste Wereldoorlog werd het kasteel gebruikt door Britse militairen. Op het terrein bevindt zich nog een betonnen schuilkelder. In 1918 werd het kasteel verwoest.
In 1924 werd een nieuw kasteel gebouwd, naar ontwerp van Stephan Mortier. Hierbij werd uitgegaan van de classicistische stijl van het 18e-eeuwse kasteel. Ook werd het park toen heraangelegd naar de vooroorlogse toestand. In 1955 werd het kasteel nog met twee traveeën uitgebreid.

## Gebouw
Het betreft een dubbelhuis van elf traveeën, twee bouwlagen onder mansardedak. Ook is er een koetshuis.